# Wu Shan
Wu Shan (kinesiska: 巫山) är en bergskedja i Kina. Den ligger i den centrala delen av landet, 1 200 km sydväst om huvudstaden Peking.